# DJ Cheapshot

## Biografía
Colton Fisher (más conocido como DJ Cheapshot) es el encargado de las mezclas del grupo de hip-hop underground Styles of Beyond. 
Es el fundador de SpyTech Technologies y es el propietario del café llamado Cheapshot's bar.
También se ha dedicado a la producción para numerosos grupos, entre los que destacan:
- Linkin Park
- Fort Minor
- Beastie Boys
- Apathy

## Space Invadas
Space Invadas es un grupo que fundó junto con un compañero del instituto y sin tomarlo en serio. En esta banda, al contrario que en Styles of Beyond se encargó de las letras de algunas canciones, aunque hoy día se dedica meramente a la producción.
- Datos: Q5205269